# Ljusgrundet
Ljusgrundet är en ö i Finland. Den ligger i sjön Larsmosjön och i kommunen Larsmo i den ekonomiska regionen  Jakobstadsregionen  och landskapet Österbotten, i den centrala delen av landet, 400 km norr om huvudstaden Helsingfors. Öns area är 1,9 hektar och dess största längd är 200 meter i sydöst-nordvästlig riktning. I omgivningarna runt Ljusgrundet växer i huvudsak blandskog.